# Gyrotoma walkeri
Gyrotoma walkeri är en snäckart som först beskrevs av H. H. Smith 1924.  Gyrotoma walkeri ingår i släktet Gyrotoma och familjen Pleuroceridae. IUCN kategoriserar arten globalt som utdöd. Inga underarter finns listade i Catalogue of Life.